# 인천 요금소
인천 요금소(仁川料金所, Incheon TG)는 인천광역시 계양구 경인고속도로 17 (서운동)에 위치한 경인고속도로 본선 상의 요금소이다. 서운 분기점에서 서쪽으로 약 800m 떨어져 있으며, 신월 나들목 기준으로 7.4km 떨어진 곳에 있다.
원래 경인고속도로에는 부평 나들목에 설치된 각 진·출입로 요금소 4개소와 본선 요금소 1개소, 1977년 목동 요금소에서 이전 설치된 부천 나들목의 서울 방향 진입로와 인천 방향 진출로에 설치된 요금소 2개소가 존재하였는데, 1991년 12월 2일 이 7개소의 요금소를 통합해 설치한 것이 인천 요금소이다. 기존 7개 요금소는 이때부터 모두 폐쇄되었다. 이 요금소가 설치되면서 경인고속도로의 부평 ~ 인천 구간과 부천 ~ 서울 구간에 대한 무료화가 이루어졌다.

## 연혁
- 1991년 12월 2일 : 부평 나들목의 요금소 5개소와 부천 나들목의 요금소 2개소를 통합하여 인천 요금소 설치.

## 교통량 정보
| 요금소        | 통행량 (대/일) | 통행량 (대/일) | 통행량 (대/일) | 통행량 (대/일) | 통행량 (대/일) | 통행량 (대/일) | 통행량 (대/일) | 통행량 (대/일) | 통행량 (대/일) | 통행량 (대/일) | 각주  |
| 요금소        | 2001년         | 2002년         | 2003년         | 2004년         | 2005년         | 2006년         | 2007년         | 2008년         | 2009년         | 2010년         | 각주  |
| ------------- | -------------- | -------------- | -------------- | -------------- | -------------- | -------------- | -------------- | -------------- | -------------- | -------------- | ----- |
| 인천 (개방식) | 124,804        | 126,849        | 122,424        | 121,118        | 123,920        | 127,669        | 132,002        | 132,538        | 136,475        | 140,888        | [ 3 ] |
| 요금소        | 2011년         | 2012년         | 2013년         | 2014년         | 2015년         | 2016년         | 2017년         | 2018년         | 2019년         |                | [ 3 ] |
| 인천 (개방식) | 143,837        | 139,865        | 136,845        | 136,936        | 145,586        | 151,294        | 152,192        | 150,891        | 155,082        |                | [ 3 ] |

## 인천 방향
- 하이패스 전용 진출차로 : 1,2,3,7차로
- 일반 진출차로 : 4,5,6,8,9,10,11,12차로

## 서울 방향
- 하이패스 전용 진출차로 : 1,2,3,7차로
- 일반 진출차로 : 4,5,6,8,9,10,11,12차로

## 통행료 문제
- 톨게이트 위치가 서운JC보다 서쪽에 위치하여 수도권제1순환고속도로에서 넘어온 차량들이 서울 방향으로 갈 때는 통행료를 내지 않는다.반대로 서울에서 온 차량이 수도권제1순환고속도로로 진입할 때도 마찬가지.안 그래도 통행료 징수 논란이 있는 고속도로인데,정작 정체를 유발하는 서운JC 진출입 차량들은 돈을 안 내니 인천 시민에게만 불리하게 작용하고 있다.

## 요금
- 1종 - 900원
- 2종 - 900원
- 3종 - 900원
- 4종 - 1000원
- 5종 - 1000원
- 경차- 450원

이 요금소 통과후 서운JC에서 수도권제1순환고속도로 일산 방향으로 진입후 계양IC에서 진출하지 않으면 김포TG에서 요금을 다시 내야 하는데,이 때 1종 차량은 300원 2,3,4종 차량은 200원 5종 차량은 100원이 할인된다.하이패스는 자동 정산되나,현금 정산시 영수증을 챙겨야 할인 혜택을 받을 수 있다.역방향도 동일하게 적용이 가능하다.